# R.U.O.K?!
Albums de Nanase Aikawa
7 seven
(2004) Reborn
(2009)
EPs par Nanase Aikawa
The First Quarter
(2005)
Compilations par Nanase Aikawa
ID：2
(2003) Rock or Die
(2010)
R.U.O.K?! est le 3e mini-album de Nanase Aikawa, sorti sous le label Avex Trax le 9 novembre 2005 au Japon. Il atteint la 75e place du classement de l'Oricon et reste classé pendant 2 semaines.

## Liste des titres
| 1. | Foolish 555        |  |
| 2. | R.U.O.K?!          |  |
| 3. | Fly To Rainbow Ray |  |
| 4. | Rock Star's Steady |  |
| 5. | Red Wheel          |  |
| 6. | Snowfall           |  |
| 7. | Everybody Goes     |  |